# Coppa della Palestina 1977
La Coppa della Palestina 1977 (كأس فلسطين 1977) sarebbe dovuta essere la quarta edizione della Coppa della Palestina, competizione calcistica per nazionali organizzata dalla UAFA. La competizione si sarebbe dovuta disputare in Arabia Saudita, ma fu abbandonata.
La UAFA organizzò questa competizione dal 1972 al 1977 e si giocarono tre edizioni (l'ultima del 1977 fu cancellata). La competizione apparentemente era la sostituta della Coppa araba durante la lunga interruzione che si è avuta tra il 1966 e il 1985, anche se i titoli non vengono conteggiati nell'albo d'oro di quest'ultima.